# ハリー・ポッターと賢者の石
『ハリー・ポッターと賢者の石』（ハリー・ポッターとけんじゃのいし、原題: Harry Potter and the Philosopher's Stone）は、イギリスの児童文学作家、J・K・ローリングが1997年に発表した、子供向けファンタジー小説『ハリー・ポッター』シリーズの第1巻。同年のカーネギー賞佳作（commended）に選出されたほか、数々の賞を受賞している。2001年に映画化された。

## あらすじ
10年前に両親が亡くなったあと、ロンドン近郊のサレーに住むダーズリー家に引き取られていたハリー・ポッターは、伯父バーノンと伯母（母親の姉）ペチュニアになかば虐待とも言える扱いを受け、その息子である同い年の従兄ダドリーにもいじめられる孤独な毎日を送っていた。しかしハリーには、追いかけてくるダドリーから瞬間移動で逃げたり、蛇と会話してダドリーに襲わせたりといった、困ったことになると何かが起きる、自分でも分からない不思議な力があった。
1991年。11歳を目前にしたとき、ホグワーツ魔法魔術学校から「階段下の物置内」を自室とするハリー宛に入学許可証が届く。しかし、バーノンはハリーに手紙を見せず、その後も毎日徐々に枚数を増やしながら送られてくる手紙を避けるために家から逃げ出してまで、ハリーの魔法学校入学を阻止しようとする。しかし送り主は遠い逃亡先のホテルにさえも手紙を送ってくる。そして、ようやく人里離れた海の上の小屋を見つけて逃げ込んだダーズリー一家のまえに、見知らぬ大男が現れる。
大男の名はルビウス・ハグリッド。ホグワーツの森番をしているという。ハグリッドは、ダーズリー夫妻がハリーにひた隠しにしていたハリーの本当の生い立ちを告げる。交通事故で亡くなったと聞かされていた両親は、じつは高名な魔法使いであり、当時強大な勢力を有した史上最凶とも言われる闇の魔法使い、ヴォルデモート卿に殺害されていた。ヴォルデモートは生後間もないハリーも殺そうとしたが、なぜか魔法が自身にはね返ったことでハリーは生き延び、ヴォルデモートは肉体を失って逃げ去った。ヴォルデモートと対峙しながら唯一逃げ延びたハリーは、魔法界で「生き残った男の子」として有名だった。
翌日、入学に際して必要な教材を買い揃えるため、ハグリッドに連れられてダイアゴン横丁を訪れる。そこで同じく今回ホグワーツに入学するという少年と出会うが、魔法界の名家の出であるらしく、ハグリッドを悪く言ったり純血主義を語ったりしたため、嫌いになりはじめる。そうして準備を整えたハリーはハグリッドに渡されたチケットで後日「ホグワーツ特急」に乗り込み、そこでロン・ウィーズリーやハーマイオニー・グレンジャーに出会う。また、ダイアゴン横丁で出会った少年ドラコ・マルフォイとも再会し、そこでも嫌味ばかりを言うマルフォイを本格的に嫌いになる。
ホグワーツの入学式で「組分け帽子」による組（寮）分けが名前順に行われ、悪い噂が多いうえにマルフォイの入寮が決まった「スリザリン」だけは嫌だと願いながら、ハリーは組分け帽子をかぶる。帽子は迷いながらもスリザリンを勧めるがハリーの意志を汲み、勇気ある者が住まう寮「グリフィンドール」に決まる。入学式の挨拶でアルバス・ダンブルドア校長は「禁じられた森」と4階の廊下へは立ち入らないよう、全校生徒に告げる。
同じグリフィンドール生となったロンは汽車での一件もあり、すぐに親友になる。ロンは純血の魔法使いで、ハリーにいろいろな魔法界の習慣を教える。一方、両親ともマグル（非魔法使い）であるが優等生のハーマイオニーとは、彼女の規則に厳格でお節介ともいえる性格からそりがあわない。しかしふたりはハロウィンの日にハーマイオニーを助けるためにトロールを倒す。この日を境にハーマイオニーと和解し、のちのちまで三人は行動をともにするようになる。
三人は、魔法薬学の教授であるセブルス・スネイプが、禁じられた廊下に隠された「なにか」を盗もうとしていると疑う。というのも、スネイプはハロウィンの日のトロール騒ぎのなかでひとりだけ4階に向かい、待ち受けていた三頭犬に足を噛まれていた。そしてハーマイオニーによると、スネイプはハリーの初めてのクィディッチの試合で、呪文をかけてハリーを箒から落とそうとしたという。だがハグリッドは、ダンブルドアの信頼を理由にスネイプを疑おうとしないうえに、「なにか」については何も話そうとしない。三人は図書館に足繁く通い、ハグリッドがうっかり漏らしたニコラス・フラメルのことを調べようとする。
クリスマス休暇に学校に残っていたハリーは、送り主不明のプレゼントを受け取る。それは着ると目では見えなくなる「透明マント」で、ハリーの父ジェームズが所有していたものらしい。ハリーはこれを着て深夜の図書館に行き、フラメルについて調べようとするが、魔法がかかっている禁書の棚の本を開いたために、学校の管理人アーガス・フィルチに見つかりそうになり、手近な教室へと逃げ込む。そこには鏡があり、覗くとハリーの死んだ家族を映し出す。これに魅了されたハリーは翌日ロンを誘って鏡を見せるが、ロンは将来の栄光に輝く自分自身を見る。そして、三たび鏡を見に来たハリーはダンブルドアに遭遇する。ダンブルドアはその鏡が人の心の奥底の望みを映す「みぞの鏡」であり、これに魅入られて発狂した者がいたことを説明し、もう鏡を探してはいけないとハリーに忠告する。
学期が再開され、三人はようやくフラメルがダンブルドアの友人で著名な錬金術師であることを突き止める。唯一彼だけが所有するという「賢者の石」（どんな金属も黄金に変え、飲めば不老不死になる「命の水」を作り出す）こそが、学校に隠され、スネイプに狙われているものだと確信する。そしてハリーは深夜の校内で、スネイプが「闇の魔術に対する防衛術」の神経質な教師、クィリナス・クィレルを脅しているところを目撃する。クィレルは脅しに屈しなかったが、それも時間の問題に思われた。
三人からそれを聞かされたハグリッドは、スネイプがホグワーツの教授陣とともに守りの魔法を仕掛けたことから、スネイプへの疑いをなお否定する。そして三人のもとに別の新たな問題を持ち込む。ホグズミードにある酒場「ホッグズ・ヘッド」で、見知らぬ男から入手した非合法のドラゴンの卵を孵し、家で隠して育てるというのだ。案の定、生まれたドラゴン・ノーバートは素人の手に負えない大きさになり、苦境に陥る。だが、ロンの兄でドラゴン研究者のチャーリー・ウィーズリーとその友人のおかげで、夜間にドラゴンをこっそり逃がすことに成功する。しかし、その計画を盗み聞いていたマルフォイの密告によって、夜中に校内を出歩いているところをマルフォイもろともフィルチに捕まる。
罰則として、一同とともに禁じられた森でハグリッドの仕事を手伝うことになったハリーだが、森のなかでマントを着た正体不明のものに襲われる。それは蘇りの効能があるというユニコーンの血を啜っていた。ケンタウルスのフィレンツェに辛くも助けられたハリーは、自分を襲ったものがヴォルデモート卿で、失った肉体を取り戻すため学校に隠された賢者の石を狙っているとほのめかされる。ヴォルデモートが石を手に入れることを三人は危惧する。
進級試験の最終日、ハグリッドが酒場でドラゴンの卵をくれた男に、賢者の石が隠された場所を守っている三頭犬のフラッフィーに対処する方法を教えたことを知る。守りの秘密が完全に漏れたことを悟ったハリーたち三人は、副校長のミネルバ・マクゴナガル教授に危険を伝えようとするが、まともに取り合ってもらえず、さらにはダンブルドアが緊急に魔法省へ呼び出されて不在だということを聞く。ダンブルドアが不在となるその夜を狙って、スネイプが賢者の石を盗みに入ることを三人は確信する。
彼らは内通者のあとを追って、ポモーナ・スプラウト教授の悪魔の罠、フィリウス・フリットウィック教授の空飛ぶ鍵などの仕掛けを突破しながら、石が隠された一室へと迫る。ロンは途中、ミネルバ・マクゴナガル教授が仕掛けた巨大チェスと勇敢に戦うが、ハリーを勝利に導くために自分が犠牲になって気絶する。一方ハーマイオニーは、スネイプの罠である薬の論理パズルを解く。ハリーはハーマイオニーに自分が賢者の石を盗もうとしている者のあとを追ったことをダンブルドアへ知らせるよう依頼し、ついに最後の部屋に辿り着く。そこでハリーが見たのは、スネイプではなくクィレルだった。じつはクィレルこそが、ヴォルデモート卿の内通者だった。クィレルはターバンで隠した後頭部に、ヴォルデモートを憑依させていた。
クィレルはなぜか部屋に設置されていた「みぞの鏡」から賢者の石をどうしても取り出せなかったが、ハリーが鏡を覗くと石は簡単にハリーのポケットに入る。ヴォルデモートはクィレルにハリーを殺させて石を奪おうとするが、今度はハリーに出し抜かれ、最後にハリーの身体に残るリリーの愛の魔法で身体が焼けただれて死亡する。ヴォルデモートは憑依した人間が死んだために、ふたたび体を持たないままの姿で消えていく。
ハリーが気がつくと医務室に横たわっており、ダンブルドアが見舞いに来ていた。彼は魔法省で偽の呼び出しに気づいてホグワーツに急いで戻り、ハリーを救い出したのである。ダンブルドアは、フラメルと話し合って賢者の石を壊したことを語る。ダンブルドアは、クィレルがハリーに触れられなかったのはハリーの母親であるリリーの守りの魔法のおかげであったこと、そして、クィディッチの試合でスネイプはハリーを殺そうとしたのではなく、むしろクィレルの呪文に抗してハリーを救おうとしていたことなどを語る。ハリーだけが石を取り出すことに成功した理由は、「みぞの鏡」が賢者の石を使いたい者ではなく、見つけたい者の手に入るように仕組まれていたためであった。
学年度末パーティーでグリフィンドール寮は、寮対抗杯の駆け込みの点数として、ロンがホグワーツでもまれにみるチェスの名試合を制したことで50点、ハーマイオニーが薬の論理パズルを解いたことや友人の危機を救ったことで50点、ハリーが並外れた勇気と精神力を発揮したことで60点を与えられ、1位であるスリザリンと同位になる。さらにはネビル・ロングボトムが、規則破りをする三人を止めようとしたことも勇気のいる行為と評価されて10点をもらい、グリフィンドールは寮杯を獲得する。そして夏休みを迎え、生徒たちは帰りのホグワーツ特急に乗り込み、ハリーもダーズリー家に帰宅する。

## 制作、出版および評判

### 制作
ローリングの処女作である本書は1990年6月頃から1995年にかけて執筆された。1990年、ジョー・ローリング（彼女が好んでいたとおり名）は、マンチェスターのアパートにボーイフレンドと引っ越したいと考えていた。彼女の言葉によると「アパート探しを終えたある週末、列車に乗って1人でロンドンに戻ったとき、ハリー・ポッターのアイデアが頭の中に降りてきたんです…。痩せこけていて、小さくて、黒髪で、眼鏡を掛けた少年が私にとってますます魔法使いになっていきました…。私が『賢者の石』を書き始めたのはまさにその夜でした。でも、最初の2、3ページは完成品とは似ても似つかぬものでした。」とある。その後ローリングの母が亡くなり、その苦しみに耐えるため、ローリングは自分の苦悩を孤児のハリーに転嫁した。ローリングは6年を費やして『ハリー・ポッターと賢者の石』を書き上げ、それがブルームズベリー社に採用されたあと、Scottish Arts Councilから8,000ポンドの助成金を得て、続編の企画を立てることができた。彼女はその本を著作権エージェントと出版社に送り、そして2番目に声をかけたエージェントは1年をかけて出版社に売り込もうとしたが、ほとんどのエージェントは約90,000語というのは長すぎると考えた。Bloomsbury Children's Booksで新人作家による個性的なファンタジー作品の品揃えを作り上げていたバリー・カニンガム社が本書の受け入れを推薦したところ、ブルームスベリー社の最高経営責任者の8才の娘が「ほかの何よりいい」と言った。

### イギリスでの出版と評判

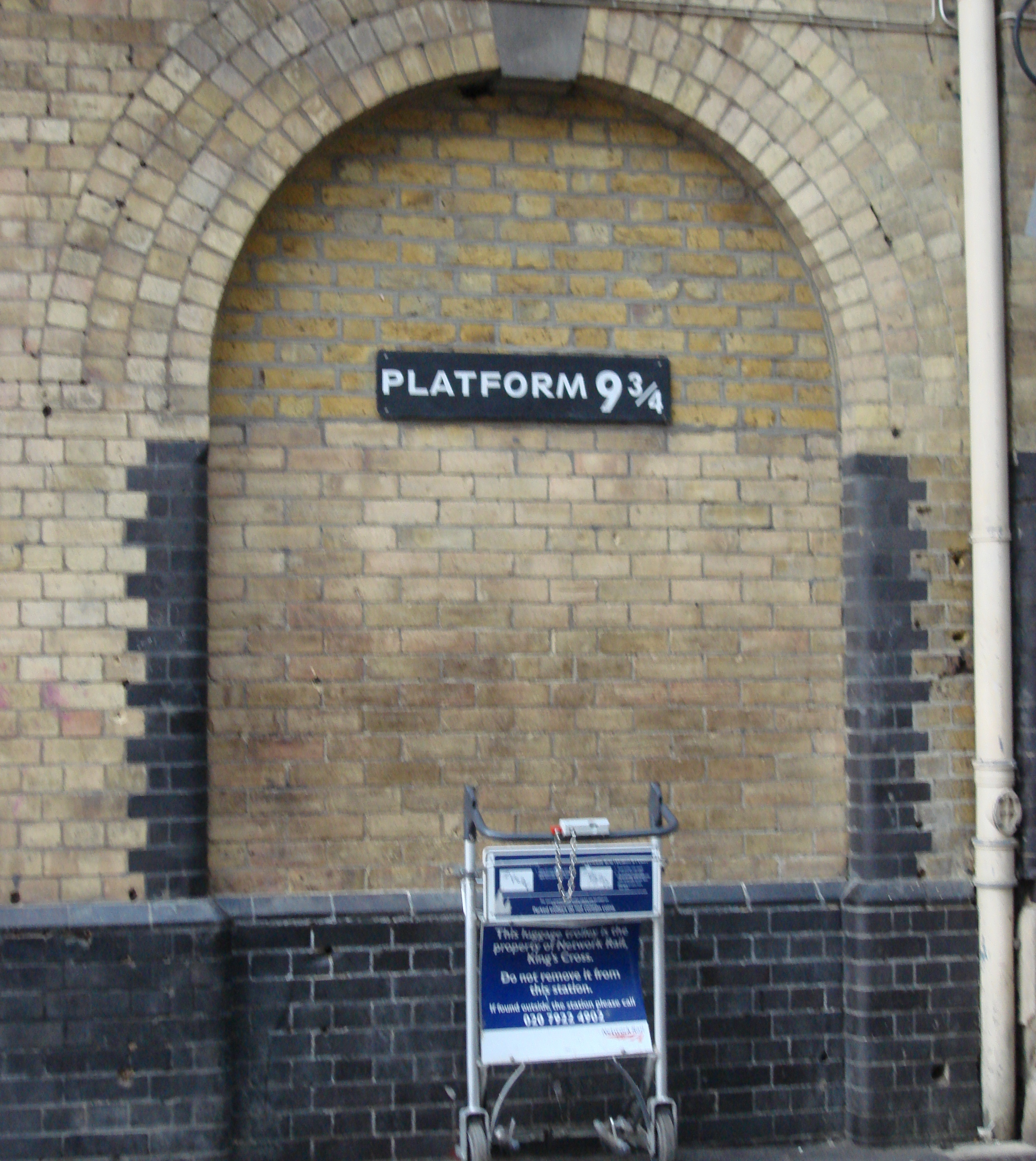
実在のキングス・クロス駅にある架空の9と3/4番線を模したもの。荷物用の台車が魔法の壁を通り抜けている途中に見える。

ブルームスベリー社は本書を受け入れ、ローリングに2,500ポンドの前金を支払い、カニンガムは本書の発売時に引用できる批評を得るために、慎重に選ばれた作家、批評家、書店に校正刷りを送った。彼は、本の長さについては気にしておらず、それよりも著者の名前を気にしていた。彼には書名が少年向けのように聞こえたが、少年は男性作家の本を好むと彼は信じていたためである。そこでローリングは、出版直前にJ・K・ローリングというペンネームを名乗るようになった。1997年6月、ブルームスベリー社は『賢者の石』をハードカバーで500部発行し、そのうち300部が図書館に配布された。1999年9月までのすべてのイギリス版の著作権ページには、彼女の本来の名前である「Joanne Rowling」が記載されている（1998年のアメリカの初版では「Joanne」の表記は完全に削除されている）。初刷が少ないのは処女作では標準的であり、カニンガムは書店員がこの本を読んでお客様に薦めてくれることを期待していた。この初刷の例は、2007年のヘリテージ・オークションズで33,460ドルという高値で落札されている。
本のカバーに刷られた推薦文の1つを以前に提供していたLindsey Fraserは、1997年6月28日付の『ザ・スコッツマン』紙に、最初に発行されたと思われる批評を書いている。彼女は『ハリー・ポッターと賢者の石』を「非常に面白いスリラー」と記し、またローリングを「子供のための一流作家」と記した。また、『ヘラルド』紙に掲載された初期の批評では、｢この本を手放せた子供はまだ見たことがない｣と書かれている。スコットランド以外の新聞でも本書は注目され始め、『ガーディアン』紙や『サンデー・タイムズ』紙には熱烈な批評が掲載され、1997年9月には児童書専門誌『ブックス・フォー・キープス』がこの小説に5つ星のうちの4つ星をつけた。『サンデー・タイムズ』紙は「ダールとの比較は、今回、理にかなっている」と述べ、また『ガーディアン』紙は「創意に富んだ知力で放たれた豊かな質感のある小説」と見なし、そして『ザ・スコッツマン』紙は「傑作のすべての資質」があると述べた。
1997年、イギリス版はBritish Book Awardsと、Nestlé Smarties Book Prize（ネスレ・スマーティーズ賞）の9歳から11歳の部で金メダルを受賞した。子供の投票で選ばれるスマーティーズ賞は、多くの児童書が何年も掛かるところ、出版から6ヶ月以内で本書を有名にした。翌年、『賢者の石』は、子供が決める他のほとんどすべての主要なイギリスの賞を受賞した。また、大人が審査員を務める児童書の賞の最終選考にも残ったが、受賞には至らなかった。サンドラ・ベケットは子供に人気のある本は多くを求められず最高の文学水準ではないと見なされていると批評した。たとえば、ローリングの本が登場するより前に子供たちから圧倒的な人気を誇っていたダールの作品を、文壇は見下していた。2003年には、この小説はBBCの調査「ザ・ビッグ・リード」で22位に掲載された。
『ハリー・ポッターと賢者の石』は、文学的な価値より販売面で評価される出版業界の2つの賞、British Book Awards Children's Book of the Yearと、Booksellers' Association / Bookseller Author of the Yearを受賞した。1999年3月までに、イギリス版は30万部余りを売り上げ、この物語は2001年12月にも英国で最も売れた本だった。点字版は1998年5月にScottish Braille Press社から出版された。
ホグワーツ特急がロンドンから出発した9と3⁄4番線ホームが記念され、実在するキングス・クロス駅に看板や、壁を通り抜けているように見える台車が設置されている。

### 米国での出版と評判
| 英国          | 米国         |
| ------------- | ------------ |
| mum, mam      | mom          |
| sherbet lemon | lemon drop   |
| motorbike     | motorcycle   |
| chips         | fries        |
| crisp         | chip         |
| jelly         | Jell-O       |
| jacket potato | baked potato |
| jumper        | sweater      |

スカラスティック社は1997年4月に開催されたボローニャ国際児童図書展で105,000ドルという児童書としては異例の高額で米国での権利を買い取った。スカラスティック社のArthur Levineは、「philosopher」は読者にとって古臭すぎる響きと考え、（「Harry Potter and the School of Magic」という書名案も含めて）議論を重ねた結果、ローリングが提案した『Harry Potter and the Sorcerer's Stone』という書名で 1998年9月にアメリカ版が出版された。ローリングは、この変更を後悔しており当時もっと強い立場ならそれに反対したでしょう、と後に述べている。Philip Nelは、この変更によって錬金術との関連性が失われたことや、たとえば「crumpet」が「muffin」になるなど、翻訳によって他のいくつかの用語の意味が変化したことを指摘した。ローリングは『ハリー・ポッターと賢者の石』でイギリス英語の「mum」やシェーマス・フィネガンが話すアイルランド英語の「mam」を両方アメリカ英語の「mom」へ変更することを容認したものの、（その後の本ではこの変更を拒否し）『賢者の石』の後の版ではそれを覆した。しかしNelは、スカラスティック社の翻訳は当時のイギリス英語の書籍に行われた多くの翻訳よりもかなり繊細で、他のいくつかの変更は有益なコピーエディット（文章の編集）と見なせると考えていた。シリーズ初期のイギリス版はアメリカ版の数ヶ月前に発行されていたため、アメリカの読者の中にはオンラインショップから購入しイギリス英語版に慣れ親しむ人もいた。
当初、最も権威のある批評家たちは本書を無視し、カーカス・レビューやブックリストなどの出版業界や図書館の広報に委ねて、児童向け小説の娯楽志向の基準でしか本書を検討しなかった。しかし、より洞察力のある専門家の批評（ローリングが構築した世界の複雑さ、奥深さ、矛盾のなさを指摘した「Cooperative Children's Book Center Choices」によるものなど）は、大手新聞社の批評家の注目を集めた。『ボストン・グローブ』紙や、『ニューヨーク・タイムズ』紙のマイケル・ワイネリップ氏は、最後の章がこの本の最も弱い部分だと不満を述べたが、彼らをはじめアメリカのほとんどの批評家は、本書を熱烈に称賛した。
その1年後、アメリカ版は「American Library Association Notable Book」、「Publishers Weekly 1998 Best Book of the Year」、「New York Public Library 1998 Best Book of the Year」に選ばれ、Parenting Magazineの「Book of the Year Award for 1998」、「School Library Journal Best Book of the Year」、「American Library Association Best Book for Young Adults」を受賞した。
1999年8月、『Harry Potter and the Sorcerer's Stone』は、『ニューヨーク・タイムズ』紙のベストセラー小説リストで1位になり、自分たちの本が上位に入るのを見たいと熱望していた他の出版社からの圧力により、『ニューヨーク・タイムズ』紙がリストを子供向けと大人向けに分割するまで、1999年から2000年の大半でリストの上位に居続けた。パブリッシャーズ・ウィークリー誌が2001年12月に発表した児童小説の累積売上高についての報道では、『Harry Potter and the Sorcerer's Stone』はハードカバー（500万部以上）の中で19位、ペーパーバック（660万部以上）の中で7位である。
2008年5月、スカラスティック社は、最初のアメリカ版の発売10周年を機に、2008年10月1日に発売された、本書の10周年記念版の制作を発表した。本書の15周年に際して、スカラスティック社は、カズ・キブイシが描く新しいカバーアートと共に、2013年に『Sorcerer's Stone』を他の6作品と一緒に再発売した。

### 翻訳
2008年半ばまでに、67の言語で公式翻訳版が出版された。2017年11月までに、本書は80の言語に翻訳され、80番目はスコットランド低地語になった。ブルームスベリー社はラテン語と古代ギリシア語の翻訳版を出版しており、後者は「何世紀にも渡って書かれた古代ギリシア語の散文のうちの、最も重要な作品の一つ」と言われている。

## スタイルとテーマ
米国の児童文学学者であるフィリップ・ネルは、ローリングが12才の時からとても尊敬していたジェイン・オースティンの影響を強調した。どちらの小説家も再読を強く勧めている。なぜならば、取るに足らないことに見える一つ一つが物語のかなり後の重要な出来事や登場人物の伏線となっているからである。たとえば、シリウス・ブラックは「ハリー・ポッターと賢者の石」の冒頭で簡単に触れられているが、3巻から5巻では主要な登場人物になっている。オースティンのヒロインのように、ハリーは本の終わりに自分の考えを見直さなければならないことがよくある。「ハリー・ポッター」の本の中のいくつかの社会的行動は、手紙をみんなで読んで盛り上がるなど、オースティンを連想させる。どちらの作家も社会的行動を風刺し、登場人物に人柄を表す名前をつけている。しかしネルの意見では、ローリングのユーモアは大きくカリカチュアに基づいており、彼女が考案した名前はチャールズ・ディケンズの物語に見られるようなものであるという:13–15。またホリンズ大学英語教授であるアマンダ・コックレルは、それらの多くは古代ローマ神話から18世紀のドイツ文学に至るまでの引喩によって、それらの持ち主の特徴を表現していると指摘した。「ナルニア国ものがたり」シリーズの作者であるC・S・ルイスのように、ローリングは児童向けの物語と大人向けの物語の間に厳密な区別はないと考えている。ネルもまた、多くの優れた児童文学作家のように、ローリングはファンタジー、ヤング・アダルト小説、寄宿学校の物語、教養小説やその他多くの文学のジャンルを組み合わせていると指摘した:51–52。
一部の批評家は「賢者の石」を1990年に亡くなったロアルド・ダールの物語と比較した。1970年代以降、多くの作家が彼の後継者としてもてはやされたが、子供たちからの人気は彼に及ばず、「賢者の石」が発売直後に行われた調査では、もっとも人気のある児童書10冊の内で、1位の作品を含み7冊がダールの作品だった。1990年代後半に人気を博したその他の児童文学作家はアメリカのR・L・スタインだけだった。「賢者の石」の物語のいくつかの要素はダールの物語の一部と共通点がある。たとえば、「おばけ桃の冒険」の主人公は両親を失い、ハリーを召使いのように扱っていたダーズリー夫妻に似た太っちょと痩せっぽちの不愉快な二人の叔母と住まなければならなかった。しかしハリー・ポッターは、子供のままで大人の責任を負うことのできる、独特の作品だった。
図書館員のNancy Knappとマーケティング学教授のStephen Brownは、特にダイアゴン横丁のような店の場面の描写が生き生きとして細かいと指摘した。Tad Brennanは、ローリングの文章はホメーロスの文章「速く、明白、かつ単刀直入な表現」に似ていると論評した。スティーヴン・キングは「イギリスのファンタジー作家ならではの一種の遊び心のあるディティール」と称賛し、ローリングが笑いを楽しんだあと、素早く前に進んでいくから、それらは機能していると結論付けた。
サセックス大学の名誉上級講師であるニコラス・タッカーは初期の「ハリー・ポッター」についてヴィクトリア朝やエドワード朝の児童文学を彷彿とさせるものと述べている。ホグワーツは旧式の寄宿学校であり、教師は生徒を名字で礼儀正しく呼びかけ、自分に関連する寮の評判をとても気にしていた。ダーズリー家を始め、登場人物の性格は外見にはっきりと表れており、アーガス・フィルチの飼い猫ミセス・ノリスなど、不道徳あるいは悪意のある登場人物は改心するのではなく打ち砕かれるものだった。また主人公は、虐待された孤児だが本当の居場所を見つけ、カリスマ性がありスポーツが得意で、弱者を思いやり守る心をもっていた。その他一部の解説者は、この本は多くの社会的固定観念を含む高度に階層化された社会を表現していると述べた。しかしKarin Westermanは1990年代のイギリスとの類似性について示している。崩壊しつつあるがその権力と地位を支持する人々によって守られていた階級制度、ホグワーツの生徒の多民族構成、様々な知的種族間の人種的緊張、および校内のいじめなど。
Susan Hallは、魔法省の役人の行動は法、説明責任または法的な異議申し立てにより拘束されないということから、この本には法の支配がないと書いた。これはヴォルデモートに彼の考える恐ろしい秩序を提供する機会を与える。この副作用として、高度に統制されたマグルの世界で育てられたハリーとハーマイオニーは、魔法使いには馴染みのない方法で考えることで解決策を見つける。たとえばハーマイオニーは、賢者の石を見つける上で障害の一つは魔法の力ではなく論理の問題であることと、ほとんどの魔法使いにはそれを解決する見込みがないことを指摘する。。
極端に型にはまり、身分にこだわり、実利主義的なダーズリー家の不愉快な特徴づけは、結婚した異性愛カップルを「好ましい規範」として扱う、1990年代初頭の英国政府の家族政策に対する、シングル・マザーであるローリングの反発である、とネルは示唆した。大人や子供の魔法使いとハリーの関係は愛情と忠義に基づいている。このことは、シリーズを通して彼が一時的にウィーズリー一家の一員になるときはいつでも幸せでいることや、最初はルビウス・ハグリッドを、後にリーマス・ルーピンやシリウス・ブラックを彼の父親代わりのように扱うことに反映されている:13–15, 47–48。

## 遺産

### 続編
第2作『ハリー・ポッターと秘密の部屋』は最初1998年7月2日に英国で出版され、その後1999年6月2日に米国で出版された。その後『ハリー・ポッターとアズカバンの囚人』が1年後の1999年7月8日に英国で、また1999年9月8日に米国で出版された。『ハリー・ポッターと炎のゴブレット』は2000年7月8日にブルームスベリー社とスコラスティック社から同時に出版された。『ハリー・ポッターと不死鳥の騎士団』は英国版で766ページ、米国版で870ページのシリーズ最長の作品である。『不死鳥の騎士団』は2003年6月21日に英語版が全世界で出版された。『ハリー・ポッターと謎のプリンス』は2005年7月16日に出版され、全世界で発売されて最初の24時間で1,100万部を売り上げた。第7作であり最終作となる『ハリー・ポッターと死の秘宝』は2007年7月21日に出版された。『死の秘宝』は発売から24時間以内で1,100万部（英国では270万部、米国では830万部）を売り上げた。

### イラスト版
ジム・ケイが挿絵を描くイラスト版『ハリー・ポッターと賢者の石』が2015年10月6日に発売された。。このイラスト版は100点以上の挿絵が掲載され、同氏によるシリーズ全7作のイラスト版が続く予定である。

### ポッドキャスト版
2020年5月、Spotifyにより『おうちでハリー・ポッター』と題された朗読ポッドキャストが作られた。各章は『ハリー・ポッター』シリーズと『魔法ワールド』シリーズの有名人のゲストが朗読している。
| 章 | 題名                                                                    | 公開日        | 時間     | 朗読者                                                                 |
| -- | ----------------------------------------------------------------------- | ------------- | -------- | ---------------------------------------------------------------------- |
| 1  | The Boy Who Lived（生き残った男の子）                                   | 2020年5月5日  | 25分54秒 | ダニエル・ラドクリフ                                                   |
| 2  | The Vanishing Glass（消えたガラス）                                     | 2020年5月8日  | 27分27秒 | ノーマ・ドゥメズウェニ                                                 |
| 3  | The Letters from No One（知らない人からの手紙）                         | 2020年5月12日 | 26分14秒 | エディ・レッドメイン                                                   |
| 4  | The Keeper of the Keys（鍵の番人）                                      | 2020年5月14日 | 26分54秒 | スティーヴン・フライ                                                   |
| 5  | Diagon Alley（ダイアゴン横丁）                                          | 2020年5月19日 | 48分1秒  | サイモン・キャロウ、ボニー・ライト、イヴァナ・リンチ                   |
| 6  | The Journey from Platform Nine and Three-Quarters（9と3/4番線からの旅） | 2020年5月20日 | 41分47秒 | ジェイミー・パーカー、『ハリー・ポッターと呪いの子』の出演者           |
| 7  | The Sorting Hat（組分け帽子）                                           | 2020年5月27日 | 27分1秒  | オリヴィア・コールマン、ジョナサン・ヴァン・ネス、ケイト・マッキノン   |
| 8  | The Potions Master（魔法薬の先生）                                      | 2020年5月28日 | 18分36秒 | アーリヤー・バット、アレック・ボールドウィン、カルメン・ボールドウィン |
| 9  | Midnight Duel（真夜中の決闘）                                           | 2020年6月3日  | 33分21秒 | アリソン・スドル、ダン・フォグラー                                     |
| 10 | Hallowe'en（ハロウィーン）                                              | 2020年6月4日  | 29分06秒 | ウーピー・ゴールドバーグ                                               |
| 11 | Quidditch（クィディッチ）                                               | 2020年6月10日 | 22分27秒 | デイヴィッド・テナント、デビッド・ベッカム                             |
| 12 | The Mirror of Erised（みぞの鏡）                                        | 2020年7月3日  | 39分14秒 | マシュー・ルイス, ヘレン・ハワード、イメルダ・スタウントン             |
| 13 | Nicolas Flamel（ニコラス・フラメル）                                    | 2020年7月7日  | 22分2秒  | ヒュー・ボネヴィル                                                     |
| 14 | Norbert the Norwegian Ridgeback（ノルウェー・ドラゴンのノーバート）     | 2020年7月8日  | 26分6秒  | ジェイソン・アイザックス、トム・フェルトン、ヘレン・マックロリー       |
| 15 | The Forbidden Forest（禁じられた森）                                    | 2020年7月13日 | 33分3秒  | キム・スヒョン、ダコタ・ファニング                                     |
| 16 | Through the Trapdoor（仕掛けられた罠）                                  | 2020年7月14日 | 51分35秒 | ケネス・ブラナー、ルース・ウィルソン、ヘレナ・ボナム＝カーター         |
| 17 | The Man with the Two Faces（二つの顔をもつ男）                          | 2020年7月16日 | 41分29秒 | 『ハリー・ポッター』ファンの3家族、J・K・ローリングのサプライズ登場    |

### 映画版
1999年、ローリングは『ハリー・ポッター』の最初の4作品について映画化の権利をワーナー・ブラザースに100万ポンド（1999年時点で165万ドル）で売却したと言われている。ローリングは主要な配役に英国人の起用を厳守するよう強く求めたが、ダンブルドア役の故リチャード・ハリスなどアイルランド人俳優の起用や、後の本で登場人物と同じ国籍の外国人俳優の起用を認めた。大規模なキャスティングを経て、2000年9月にリーブスデン・スタジオとロンドンで撮影が開始され、2001年7月に制作が終了した。『ハリー・ポッターと賢者の石』は2001年11月14日にロンドンで公開された。Rotten Tomatoesで80%の「Fresh」評価、Metacriticで64%のスコアに反映されているように、評論家のコメントは肯定的であり、「おおむね好評」であることを示している。

### ビデオゲーム
ハリー・ポッターと賢者の石#ゲームを参照

### 教育とビジネスでの利用
教育やビジネスを主題とする作家たちはこの本を題材にした。医学部での臨床教育について書くJennifer Connはスネイプの技術的な専門知識と彼の生徒に対する威圧的な態度を対比した。一方、クィディッチのコーチであるマダム・フーチは、複雑な動きを単純な動きの連続に分解し、よく見られる誤りを生徒が避けられるようにするなど、身体的スキルの指導に役立つ技術の良い例となった。Joyce Fieldsは、この本は社会学の初年度の典型的な5つの主要テーマの内の4つ「文化・社会および社会化を含む社会学的概念、階層化と社会的不平等、社会制度、社会理論」を例示しているという。
Stephen Brownは、初期の『ハリー・ポッター』作品、特に『ハリー・ポッターと賢者の石』は、不適切で組織化されていないマーケティングだったにもかかわらず圧倒的な成功を収めたことを指摘した。Brownはマーケティング担当幹部に対して、厳密な統計分析やマネージメントの「分析、計画、実施および制御」モデルに捉われないよう助言した。その代わり、彼はこの物語を魅力的な商品やブランド名に満ちた「マーケティングのマスタークラス」として扱うことを勧めた。たとえば、2000年に玩具メーカーのハズブロからライセンス供与されてバーティ・ボッツの百味ビーンズを模した実際の商品が発売された。

## 発売履歴
| 国     | 発売日          | 版 (ハードカバー/ペーパーバック)                            | 出版社                             | ページ数 |
| ------ | --------------- | ----------------------------------------------------------- | ---------------------------------- | -------- |
| 英国   | 1997年6月26日   | ハードカバー 子供版                                         | ブルームズベリー                   | 223      |
| 英国   | 1997年6月26日   | ペーパーバック 子供版                                       | ブルームズベリー                   | 223      |
| 英国   | 1998年9月11日   | ペーパーバック 大人版 (初代)                                | ブルームズベリー                   | 223      |
| 英国   | 1999年9月27日   | ハードカバー 署名特別版                                     | ブルームズベリー                   | 223      |
| 英国   | 2001年10月8日   | ペーパーバック 特別版                                       | ブルームズベリー                   | 223      |
| 英国   | 2004年7月10日   | ハードカバー 大人版 (新表紙で再発行)                        | ブルームズベリー                   | 336      |
| 英国   | 4 October 2004  | ペーパーバック 大人版 (新表紙で再発行)                      | ブルームズベリー                   | 223      |
| 英国   | 2010年11月1日   | ペーパーバック ハリー・ポッター 署名版                      | ブルームズベリー                   | 223      |
| 英国   | 2013年7月18日   | ペーパーバック 大人版 (新表紙で再発行)                      | ブルームズベリー                   | 223      |
| 英国   | 2015年10月6日   | ハードカバー イラスト版 (挿絵: ジム・ケイ)                  | ブルームズベリー                   | 256      |
| 米国   | 1998年9月1日    | ハードカバー                                                | Arthur A. Levine/ スコラスティック | 309      |
| 米国   | 1999年9月8日    | ペーパーバック                                              | Arthur A. Levine/ スコラスティック | 309      |
| 米国   | 1 November 2000 | ハードカバー コレクターズ・エディション                     | Arthur A. Levine/ スコラスティック | 309      |
| 米国   | 1 November 2001 | マスマーケット ペーパーバック                               | Arthur A. Levine/ スコラスティック | 400      |
| 米国   | September 2008  | ペーパーバック (スコラスティック社スクールマーケット限定版) | Arthur A. Levine/ スコラスティック | 309      |
| 米国   | 2008年10月1日   | ハードカバー 10周年記念版                                   | Arthur A. Levine/ スコラスティック | 309      |
| 米国   | 2013年8月27日   | ペーパーバック (新表紙で再発行)                             | Arthur A. Levine/ スコラスティック | 336      |
| 米国   | 2015年10月6日   | ハードカバー イラスト版 (挿絵: ジム・ケイ)                  | Arthur A. Levine/ スコラスティック | 256      |
| カナダ | 1 December 1998 | ハードカバー 子供版                                         | レインコースト                     | 223      |
| カナダ | 1 December 1998 | ペーパーバック 大人版 (初代)                                | レインコースト                     | 223      |
| カナダ | 1999年11月1日   | ハードカバー 署名特別版                                     | レインコースト                     | 223      |
| カナダ | 2000年8月31日   | ペーパーバック 子供版                                       | レインコースト                     | 223      |
| カナダ | 2002年10月16日  | ペーパーバック マジック・エディション                       | レインコースト                     | 223      |
| カナダ | 2004年10月4日   | ハードカバー 大人版 (新表紙で再発行)                        | レインコースト                     | 336      |
| カナダ | 2011年1月12日   | ペーパーバック 大人版 (新表紙で再発行)                      | ブルームズベリー                   | 223      |
| カナダ | 2011年1月12日   | ペーパーバック ハリー・ポッター 署名版                      | ブルームズベリー                   | 223      |
| カナダ | 2013年8月27日   | ペーパーバック 大人版 (新表紙で再発行)                      | ブルームズベリー                   | 223      |

## ゲーム
以下のように映画や原作を大まかに基にした、異なる開発者による独特な5つのビデオゲームがエレクトロニック・アーツにより2001年から2003年にかけて発売された。
| 開発         | 発売日         | プラットフォーム       | 分野                     | GameRankings | Metacritic | 注釈            |
| ------------ | -------------- | ---------------------- | ------------------------ | ------------ | ---------- | --------------- |
| KnowWonder   | 2001年11月15日 | Microsoft Windows      | アドベンチャー/パズル    | 67.35%       | 65/100     |                 |
| アルゴノート | 2001年11月15日 | PlayStation            | アクションアドベンチャー | 66.98%       | 64/100     |                 |
| Griptonite   | 2001年11月15日 | ゲームボーイカラー     | ロールプレイング         | 73%          | N/A        |                 |
| Griptonite   | 2001年11月15日 | ゲームボーイアドバンス | アクションパズル         | 68.37%       | 64/100     |                 |
| Aspyr        | 2002年2月28日  | Mac OS X               | アドベンチャー/パズル    | N/A          | N/A        | Windows版の移植 |
| Warthog      | 2003年12月9日  | ゲームキューブ         | アクションアドベンチャー | 63.31%       | 62/100     |                 |
| Warthog      | 2003年12月9日  | PlayStation 2          | アクションアドベンチャー | 57.90%       | 56/100     |                 |
| Warthog      | 2003年12月9日  | Xbox                   | アクションアドベンチャー | 61.82%       | 59/100     |                 |

『ハリー・ポッターと賢者の石』（Windows / PlayStation / ゲームボーイアドバンス / ゲームボーイカラー / ニンテンドーゲームキューブ / PlayStation 2用）がエレクトロニック・アーツより発売された。PlayStation版はアルゴノートゲームスが開発。日本国内では、2001年より順にソフトが展開。シリーズの映画化にあわせて廉価版も発売されている。
第1巻当初よりストーリー中盤で行なわれる魔法使いのスポーツ、クィディッチを題材にした『ハリー・ポッター クィディッチ・ワールドカップ』も発売されている。Windows、ニンテンドーゲームキューブ、ゲームボーイアドバンス、PlayStation 2より2003年にリリース。こちらもメーカーはエレクトロニック・アーツ。
テレビゲームに限らず、カードゲーム（ウィザーズ・オブ・ザ・コースト、日本での発売元はメディアファクトリー）、ボードゲーム（マテル）等も発売。
- 日本語版キャスト（声の出演）
  - ハリー・ポッター - 矢島晶子
  - ロン・ウィーズリー - 渕崎ゆり子
  - ハーマイオニー・グレンジャー - 深見梨加
  - アルバス・ダンブルドア校長 - 大木民夫
  - ミネルバ・マクゴナガル先生 - 弥永和子
  - セブルス・スネイプ先生 - 茶風林
  - クィリナス・クィレル先生 - 中尾隆聖
  - ルビウス・ハグリッド - 玄田哲章
  - フィリウス・フリットウィック先生 - 緒方賢一
  - マダム・フーチ先生 - 谷育子
  - ドラコ・マルフォイ - 木内レイコ
  - 組み分け帽子 - 中田和宏
  - フレッド・ウィーズリー - 本田貴子
  - ジョージ・ウィーズリー - 本田貴子
  - リー・ジョーダン - 亀井芳子
  - ピーブズ - 辻親八
  - オリバンダー老人 - 緒方賢一
  - ビリー - 有川まと
  - ヴォルデモート卿 - 内海賢二(PS1版)、中田和宏(PS2、GC版)
  - ナレーション - 青野武
  - その他 - 古田信幸、定岡小百合、河原木志穂、中村千絵、斎賀みつき、宮田幸季、坪井智浩

## その他
カードゲームではないが、劇場映画が題材のトレーディングカードもアートボックスが取り扱った。ブロックのおもちゃで知られるレゴでも販売されている。
関連書籍に含まれるがデアゴスティーニ・ジャパンより『ハリー・ポッター チェスコレクション』なども出版され、隔週刊で全47号が刊行。
2018年4月には、jam cityがロールプレイングゲーム、『ハリー・ポッター:ホグワーツの謎』のスマートフォン向けアプリケーションを開始した。
『ハリー・ポッター:魔法同盟』が、2019年6月21日にNianticによってリリースされた。
拡張現実モバイルゲーム、『Pokémon GO』の『ハリー・ポッター』版であるといえる。